# خورخه نونو پینتو دا کوستا
خورخه نونو دِ لیما پینتو دا کوستا (زاده ۲۸ دسامبر ۱۹۳۷ - درگذشت ۱۵ فوریه ۲۰۲۵) مدیر ورزشی پرتغالی بود که از سال ۱۹۸۲ تا ۲۰۲۴ به عنوان رئیس باشگاه فوتبال پورتو در پرتغال خدمت کرد. او رئیسی بود که بیشترین جام (۶۹ عدد) را در تاریخ فوتبال کسب کرد و رکورد بیشترین روزهایی که یک فرد در جهان، متصدی ریاست در ورزش فوتبال بود را در اختیار داشت.
او در رسوایی فساد فوتبال پرتغال که به سوت طلایی معروف شد، درگیر بود و بعد از اینکه در ماه مه ۲۰۰۸ حکم دو سال تعلیق و جریمه ۱۰٬۰۰۰ یورویی را دریافت کرد، در نهایت در آوریل ۲۰۰۹ از این اتهام تبرئه شد.